# 西奥多·德怀特
西奥多·威廉·德怀特（英語：Theodore William Dwight；1822年7月18日—1892年6月28日），是美国著名的法学家和教育家，曾出任哥伦比亚大学法学院院长。